# 리그 1 2011-12
리그 1 2011-12 시즌은 74번째 시즌이다. 릴이 디펜딩 챔피언이다. 2011년 3월 31일 리그 일정이 발표되었고 6월 10일 경기장이 확정되었다. 시즌은 2011년 8월 6일 시작되어 2012년 5월 20일에 끝났다. 2011년 12월 22일부터 2012년 1월 14일까지는 겨울 휴식기를 가졌다.
시즌 마지막 날인 2012년 5월 20일, 몽펠리에가 스타드 아베 데샹에서 AJ 오세르를 2–1로 물리치며 창단 후 첫 우승을 차지하였다. 몽펠리에는 창단 후 처음으로 UEFA 챔피언스리그에 진출하게 되었다. 파리 생제르맹과 릴도 챔피언스리그에 참가하고 리옹과 보르도, 마르세유는 프랑스 대표로 유로파리그에 참가하게 된다. 리옹은 12년 만에 유럽 축구 연맹의 최고 클럽 대회에 불참하게 되었다.
캉과 디종, 오세르는 리그 2로 강등되었다.

## 팀
2010-11 시즌에서 강등된 세 팀을 대신하여 리그 2에서 세 팀이 승격되었다. 총 20개 팀이 2부 리그인 리그 2로의 강등을 피하기 위해 경쟁한다.
1부 리그에서 리그 2로 강등되는 고통을 겪게 된 첫 번째 팀은 아를 아비뇽이다.

### 구단주 변화
| 팀            | 새 구단주     | 이전 구단주                           | 날짜           |
| ------------- | ------------- | ------------------------------------- | -------------- |
| 파리 생제르맹 | 카타르 투자청 | 콜로니 캐피탈, 버틀러 캐피탈 파트너스 | 2011년 7월 1일 |

## 리그 순위
| 순위 | 팀            | 경기 | 승 | 무 | 패 | 득 | 실 | 차  | 승점 | 참가 자격 및 강등                    |
| ---- | ------------- | ---- | -- | -- | -- | -- | -- | --- | ---- | ------------------------------------ |
| 1    | 몽펠리에 (C)  | 38   | 25 | 7  | 6  | 68 | 34 | +34 | 82   | UEFA 챔피언스리그 2012-13 조별 리그  |
| 2    | 파리 생제르맹 | 38   | 23 | 10 | 5  | 75 | 41 | +34 | 79   | UEFA 챔피언스리그 2012-13 조별 리그  |
| 3    | 릴            | 38   | 21 | 11 | 6  | 72 | 39 | +33 | 74   | UEFA 챔피언스리그 2012-13 플레이오프 |
| 4    | 리옹          | 38   | 19 | 7  | 12 | 64 | 51 | +13 | 64   | UEFA 유로파리그 2012-13 조별 리그1   |
| 5    | 보르도        | 38   | 16 | 13 | 9  | 53 | 41 | +12 | 61   | UEFA 유로파리그 2012-13 플레이오프1  |
| 6    | 스타드 렌     | 38   | 17 | 9  | 12 | 53 | 44 | +9  | 60   |                                      |
| 7    | 생테티엔      | 38   | 16 | 9  | 13 | 49 | 45 | +4  | 57   |                                      |
| 8    | 툴루즈        | 38   | 15 | 11 | 12 | 37 | 34 | +3  | 56   |                                      |
| 9    | 에비앙        | 38   | 13 | 11 | 14 | 54 | 55 | -1  | 50   |                                      |
| 10   | 마르세유      | 38   | 12 | 12 | 14 | 45 | 41 | +4  | 48   | UEFA 유로파리그 2012-13 3차 예선전2  |
| 11   | 낭시          | 38   | 11 | 12 | 15 | 38 | 48 | -10 | 45   |                                      |
| 12   | 발랑시엔      | 38   | 12 | 7  | 19 | 40 | 50 | -10 | 43   |                                      |
| 13   | 니스          | 38   | 10 | 12 | 16 | 39 | 46 | -7  | 42   |                                      |
| 14   | 소쇼          | 38   | 11 | 9  | 18 | 40 | 60 | -20 | 42   |                                      |
| 15   | 브레스트      | 38   | 8  | 17 | 13 | 31 | 38 | -7  | 41   |                                      |
| 16   | 아작시오      | 38   | 9  | 14 | 15 | 40 | 61 | -21 | 41   |                                      |
| 17   | 로리앙        | 38   | 9  | 12 | 17 | 35 | 49 | -14 | 39   |                                      |
| 18   | 캉 (R)        | 38   | 9  | 11 | 18 | 39 | 59 | -20 | 38   | 리그 2 2012–13로 강등                |
| 19   | 디종 (R)      | 38   | 9  | 9  | 20 | 38 | 63 | -25 | 36   | 리그 2 2012–13로 강등                |
| 20   | 오세르 (R)    | 38   | 7  | 13 | 18 | 46 | 57 | -11 | 34   | 리그 2 2012–13로 강등                |

* 마지막 업데이트 : 2013년 4월 8일
* 출처 : LFP.fr - Ligue de Football Professionnel
* 순위 결정방식 : 
1) 승점; 2) 골 득실차; 3) 득점 수.
1: 리옹은 쿠프 드 프랑스 2011-12 우승 팀 자격으로 UEFA 유로파리그 2012-13 조별 리그에 참가하게 되었다. 시즌을 4위로 끝냈기 때문에 플레이오프 진출권은 5위에게 주어졌다.

2: 쿠프 드 라 리그 2011-12 우승팀 마르세유는 UEFA 유로파리그 2012-13 3차 예선에 진출하게 되었다.
* (C) = 우승; (R) = 강등; (P) = 승격; (O) = 플레이오프 승리; (A) = 다음 라운드 진출 
* 시즌이 끝나지 않은 경우만 사용되는 표시: 
(Q) = 대항전 진출 자격이 됨; (TQ) = 대항전 진출 자격이 됐으나 진출할 라운드가 정해지지 않음; (RQ) = 강등 결정전 진출 자격이 됨; (DQ) = 대항전 진출 자격을 잃음.

## 기록

### 득점 순위
| 순위 | 선수              | 팀            | 골 |
| ---- | ----------------- | ------------- | -- |
| 1    | 올리비에 지루     | 몽펠리에      | 21 |
| 1    | 네네              | 파리 생제르맹 | 21 |
| 3    | 에덴 아자르       | 릴            | 20 |
| 4    | P.E. 아우바메양   | 생테티엔      | 16 |
| 4    | 리산드로 로페스   | 리옹          | 16 |
| 6    | 바페팀비 고미스   | 리옹          | 14 |
| 6    | 요앙 구프랑       | 보르도        | 14 |
| 8    | 하비에르 파스토레 | 파리 생제르맹 | 13 |
| 9    | 로이크 레미       | 마르세유      | 12 |
| 9    | 유네스 벨랑다     | 몽펠리에      | 12 |

## 시상

### 월간 시상
| 월   | 이달의 선수       | 이달의 선수   |
| 월   | 선수              | 소속팀        |
| ---- | ----------------- | ------------- |
| 9월  | 하비에르 파스토레 | 파리 생제르맹 |
| 10월 | 네네              | 파리 생제르맹 |
| 11월 | 유네스 벨랑다     | 몽펠리에      |
| 12월 | 살바토레 시리구   | 파리 생제르맹 |
| 1월  | 밀란 비세바치     | 파리 생제르맹 |
| 2월  | P.E. 아우바메양   | 생테티엔      |
| 3월  | 에덴 아자르       | 릴            |